# Hookeria obovata
Hookeria obovata là một loài Rêu trong họ Hookeriaceae. Loài này được Griff. mô tả khoa học đầu tiên năm 1843.